# Forschungsleiter
Der Forschungsleiter oder der wissenschaftliche Leiter, im englischsprachigen Raum auch als Chief Research Officer (CRO) oder Chief Scientific Officer (CSO) bezeichnet, ist in einem Unternehmen oder im universitären Bereich für Forschung und Entwicklung verantwortlich. Die englische Bezeichnung stammt wie auch bei anderen Chief Officers aus dem angelsächsischen Raum.